# Великая (телесериал, 2020)
«Вели́кая» (англ. The Great) — британо-американский комедийно-драматический псевдоисторический телесериал, вольно интерпретирующий юные годы жизни императрицы Екатерины Великой. Премьера шоу состоялась 15 мая 2020 года на Hulu. Главные роли в сериале исполнили Эль Фэннинг и Николас Холт.

## Производство
Сериал основан на пьесе Тони Макнамары, написанной для сиднейской театральной компании в 2008 году. Параллельно Макнамара писал сценарий для экранизации, рассчитанной на шесть сезонов.
20 ноября 2018 года Мэтт Шакман был назначен директором проекта. 11 февраля 2019 года во время ежегодного зимнего пресс-тура Ассоциации телевизионных критиков Hulu объявил о старте производства сериала. Съёмки пилотной серии проходили в ноябре 2018 года в Йорке. Затем съёмки продолжились в Лестершире, Линкольншире, Хевере в Кенте и в Казерте (Италия). В июле 2020 года Hulu продлил сериал на второй сезон. Съёмки второго сезона начались 4 ноября 2020 года и завершились 17 июля 2021 года. Премьера второго сезона состоялась 19 ноября 2021 года. В январе 2022 года сериал был продлён на третий сезон, премьера которого состоялась 12 мая 2023 года. В августе 2023 года Hulu объявил о закрытии проекта после третьего сезона.

## В ролях
| Актёр                 | Персонаж                                | Сезоны          | Сезоны          | Сезоны          |
| Актёр                 | Персонаж                                | 1               | 2               | 3               |
| Основной состав       | Основной состав                         | Основной состав | Основной состав | Основной состав |
| --------------------- | --------------------------------------- | --------------- | --------------- | --------------- |
| Эль Фэннинг           | Екатерина Великая                       | Постоянно       | Постоянно       | Постоянно       |
| Николас Холт          | Пётр III                                | Постоянно       | Постоянно       | Постоянно       |
| Николас Холт          | Емельян Пугачёв                         | Does not appear | Периодически    | Периодически    |
| Фиби Фокс             | Мариэль                                 | Постоянно       | Постоянно       | Постоянно       |
| Саша Дхаван           | князь Орло                              | Постоянно       | Постоянно       | Постоянно       |
| Чарити Уэйкфилд       | Джорджина Дымова                        | Постоянно       | Постоянно       | Постоянно       |
| Гвилим Ли             | Григорий Дымов                          | Постоянно       | Постоянно       | Постоянно       |
| Адам Годли            | архиепископ «Архи» Самса                | Постоянно       | Постоянно       | Постоянно       |
| Дуглас Ходж           | генерал Велементов                      | Постоянно       | Постоянно       | Постоянно       |
| Белинда Бромилов      | Елизавета                               | Постоянно       | Постоянно       | Постоянно       |
| Байо Гбадамоси        | Аркадий                                 | Постоянно       | Постоянно       | Постоянно       |
| Себастьян де Соуза    | Лео Воронский                           | Постоянно       | Does not appear | Does not appear |
| Флоренс Кит-Роач      | Татьяна                                 | Периодически    | Постоянно       | Постоянно       |
| Дануся Самал          | леди Антония Свенска                    | Периодически    | Постоянно       | Does not appear |
| Фредди Фокс           | король Швеции Хьюго                     | Гость           | Периодически    | Постоянно       |
| Грейс Молони          | королева Швеции Агнес                   | Гость           | Периодически    | Постоянно       |
| Второстепенный состав |                                         |                 |                 |                 |
| Луи Хайнс             | Влад                                    | Периодически    | Does not appear | Does not appear |
| Джейми Деметриу       | доктор Чехов                            | Периодически    | Does not appear | Does not appear |
| Кристоф Тек           | татарин Ник                             | Периодически    | Does not appear | Does not appear |
| Чарли Прайс           | Иван                                    | Периодически    | Does not appear | Does not appear |
| Алистер Грин          | князь Смольный                          | Периодически    | Периодически    | Does not appear |
| Абрахам Попула        | Алексей Ростов                          | Периодически    | Does not appear | Does not appear |
| Стюарт Скудамор       | Толстов                                 | Периодически    | Does not appear | Does not appear |
| Кристианна Оливейра   | княгиня Беланова                        | Периодически    | Периодически    | Периодически    |
| Блейк Харрисон        | полковник Свенска                       | Периодически    | Периодически    | Does not appear |
| Кеми-Бо Джейкобс      | Марина                                  | Периодически    | Does not appear | Does not appear |
| Дастин Демри-Бёрнс    | Вольтер                                 | Гость           | Периодически    | Периодически    |
| Ричард Пирос          | князь Раскольников                      | Гость           | Does not appear | Периодически    |
| Тристан Бейнт         | лейтенант Бухарин                       | Гость           | Does not appear | Does not appear |
| Тристан Бейнт         | солдат Алекси                           | Does not appear | Периодически    | Does not appear |
| Ашвин Болар           | доктор Смирнов                          | Гость           | Периодически    | Гость           |
| Кеон Марсьяль-Филлип  | русский военнопленный                   | Гость           | Does not appear | Does not appear |
| Кеон Марсьяль-Филлип  | солдат Василий                          | Does not appear | Периодически    | Does not appear |
| Кеон Марсьяль-Филлип  | гвардеец                                | Does not appear | Does not appear | Гость           |
| Джулиан Бэрретт       | доктор Винодел                          | Does not appear | Периодически    | Периодически    |
| Джейн Махэди          | Катя Липка                              | Does not appear | Периодически    | Периодически    |
| Энтони Уэлш           | Отец Василий                            | Does not appear | Периодически    | Does not appear |
| Али Ариале            | Раскольный                              | Does not appear | Периодически    | Периодически    |
| Рамон Тикарам         | дядя Ваня                               | Does not appear | Периодически    | Does not appear |
| Тимоти Уокер          | солдат Эмиль                            | Does not appear | Периодически    | Does not appear |
| Элуиз Уэбб            | Сильвана                                | Does not appear | Периодически    | Does not appear |
| Кики Мэй              | Надя                                    | Does not appear | Периодически    | Гость           |
| Гетин Олдермен        | Жан-Пьер                                | Does not appear | Периодически    | Гость           |
| Сэм Колсон            | двойник Пугачёва / Петра                | Does not appear | Периодически    | Does not appear |
| Даниэль Галлиган      | Юля                                     | Does not appear | Периодически    | Does not appear |
| Минни Гейл            | Федора                                  | Does not appear | Периодически    | Does not appear |
| Генри Мередит         | Максим                                  | Does not appear | Гость           | Периодически    |
| Эмили Коутс           | Петра                                   | Does not appear | Does not appear | Периодически    |
| Джейкоб Форчун-Ллойд  | Григорий Петров                         | Does not appear | Does not appear | Периодически    |
| Специальные гости     |                                         |                 |                 |                 |
| Джиллиан Андерсон     | Иоганна Елизавета Гольштейн-Готторпская | Does not appear | Гость           | Does not appear |
| Джейсон Айзекс        | Пётр I Великий                          | Does not appear | Гость           | Гость           |

## Эпизоды

### Обзор сезонов
| Сезон | Серии | Серии | Даты показа    | Даты показа    |
| ----- | ----- | ----- | -------------- | -------------- |
| 1     | 10    | 10    | 15 мая 2020    | 15 мая 2020    |
| 2     | 10    | 10    | 19 ноября 2021 | 19 ноября 2021 |
| 3     | 10    | 10    | 12 мая 2023    | 12 мая 2023    |

### Сезон 1 (2020)
| № общий | № в сезоне | Название                                                           | Режиссёр     | Автор сценария                                                       | Дата премьеры |
| --- | ---------- | ------------------------------------------------------------------ | ------------ | -------------------------------------------------------------------- | ------------- |
| 1 | 1          | «Великая» «The Great»                                              | Мэтт Шекман  | Сценарий для телевидиния : Тони Макнамара                            | 15 мая 2020   |
| В восемнадцатом веке молодая и наивная Екатерина выходит замуж за Петра III. Её амбиции и оптимизм рушатся, когда она узнает о несерьёзном, жестоком и злобном характере Петра и о том, что он женился на ней только ради наследника. Екатерина находит неожиданного друга в лице своей служанки Мариаль. Когда Екатерина обнаруживает, что в России женщины не получают образования, ей удается с разрешения Петра найти средства на создание школы. Но Пётр сжигает школу вскоре после того, как узнаёт, что она предназначалась для девочек. Когда Пётр стреляет в медведя, которого он подарил Екатерине во время бала, она дает ему пощёчину на глазах у всех. Петр ударяет её в уединении. Катерина, будучи теперь не более чем пленницей, решает сбежать из замка с помощью Мариаль, но план проваливается, так как Петр узнает об этом. Растерянная, Екатерина собирается перерезать себе запястье, когда Мариаль сообщает ей о законе в России: если император умирает без наследника, трон в конечном итоге переходит к императрице. Обрадованная, Екатерина выбрасывает нож. |            |                                                                    |              |                                                                      |               |
| 2 | 2          | «Фальшивая борода» «The fake Beard»                                | Колин Бакси  | Тони Макнамара                                                       | 15 мая 2020   |
| Пока Екатерина и Мариаль пытаются придумать план убийства Петра, последний предлагает использовать Орлова, члена ближнего круга Петра, соблазнив его. Всё идет не так, как планировалось, поскольку Екатерине не удается соблазнить Орлова и она откровенно рассказывает ему о своём плане. Когда Петр извиняется перед Екатериной за свое прежнее поведение, она отказывается. Тем временем Орлов пытается сохранить свободу воли гражданских лиц, так как графу Ростову противно, что его бороду сбрили в соответствии с указом. Екатерину презирают придворные дамы, что, наряду с отсутствием покорности у Екатерины, приводит в ярость Петра, который решает убить её в карете. Арчи предупреждает её, и она притворяется ласковой и покорной по отношению к Петру, заставляя его изменить свое решение. Она также узнаёт о матери Питера, которая была сурова к нему. Когда Екатерина заставляет Орлова сотрудничать с ней ради блага страны, он отказывается, но заверяет в своей уверенности. Когда развращённый Пётр заставляет Орлова сбрить бороду Ростова, Орлов соглашается объединить усилия с Екатериной. |            |                                                                    |              |                                                                      |               |
| 3 | 3          | «А вы, сир, не Пётр Великий» «And you Sir, are no Peter the Great» | Берт и Берти | Тони Макнамара                                                       | 15 мая 2020   |
| Екатерина и Орло готовят манифесты для дворцового переворота, когда Пётр приводит любовника для Екатерины, Льва Воронского, но она неохотно соглашается с этой идеей. Орло подозревает Лео в том, что он шпион Петра, во что Екатерина отказывается верить. Императрица просит Лео не доводить дело до конца и притвориться, что у них была прекрасная ночь. На следующий день Екатерина уверяет Питера, что они с Лео отлично провели ночь, и он мог бы отпустить его, но Император избивает Лео за то, что он не убедил её задержать его надолго. Орло и Мэриал предлагают Императрице использовать Ивана, сводного брата Петра, против него. Екатерине удаётся найти Ивана с помощью тёти Елизаветы, которая спрятана в потайной комнате в замке. Тем временем товарищи унижают Петра за отсутствие у него стратегических способностей. Екатерина ставит леди Свенску в неловкое положение на дамском чаепитии в отместку за то, что она причинила боль Мэриал, заставляя дам отвернуться от неё. Когда Император произносит речь о замечательности своего отца, он становится эмоциональным, когда офицер насмехается над ним. Побуждаемый Екатерины проявить свои настоящие эмоции, он вместо этого наносит удар ножом офицеру. Обрадованный Пётр позволяет Императрице завести любовника по её собственному выбору, но Екатерина, теперь проявляющая интерес к Лео, лжёт последнему, что Пётр не отпускал его, но она принимает его как своего любовника. В результате у неё начинаются страстные отношения с ним. |            |                                                                    |              |                                                                      |               |
| 4 | 4          | «Московский мул» «Moscow Mule»                                     | Берт и Берти | Тесс Моррис                                                          | 15 мая 2020   |
| Екатерина и Лео продолжают свой любовный роман. Появились новости о том, что патриарх, епископ Иван Ильич, глава Русской православной церкви, скончался, и Пётр должен выбрать нового на следующий день. Екатерина, Мэриал и Орло продолжают планировать свой переворот, стремясь назначить епископа Тарцинкуса новым церковным лидером. Императрице становится известно о слухах о связях с лошадьми, которые распустила леди Свенска, и она пытается загладить свою вину в политических целях. Один епископ отрекается от Петра и совершает самосожжение во время выбора епископа. Тем временем Кэтрин придумывает, как завоевать восхищение других дам, подарив им яйца Фаберже. Леди Свенска приглашает Императрицу на чай с остальными дамами, во время которого они толкают, пинают и унижают последнюю. Пётр поручает Арчи получить видение от Бога, чтобы решить, кто будет новым епископом. Он потребляет психоделические грибы, и Екатерина натыкается на него, когда у него галлюцинации. Он считает её ангелом, и она говорит ему, что он законный епископ. Чтобы отпраздновать новый титул Арчи на вечеринке, Императрица и Мэриал устраивают пощёчину в качестве урока другим дамам, как посоветовали сама Мэриал и тётя Елизавета. |            |                                                                    |              |                                                                      |               |
| 5 | 5          | «Война и рвота» «War and Vomit»                                    | Бен Чесселл  | Джеймс Вуд                                                           | 15 мая 2020   |
| Екатерина и Елизавета посещают русский фронт во время войны со Швецией. Потрясённая ужасами, свидетелями которых она там стала, Екатерина полна решимости добиться трона ненасильственным путём. Екатерина пытается убедить Петра вывести войска, но безуспешно. Вместо этого Пётр отправляется обедать, и вскоре к нему присоединяется Григор. Григор отравляет борщ Петра мышьяком, не в силах больше выносить роман Петра с Джорджиной. Это приводит к тому, что Пётр тяжело заболевает, и оставляет Екатерину следующей в очереди на трон. Однако притязаниям Екатерины на трон угрожает существование Ивана и отсутствие у неё сторонников. Начинаются поиски Ивана, в результате которых Елизавета убивает Ивана, чтобы обеспечить притязания Екатерины. Новообретенная вера Екатерины вызывает напряжённость между ней, Мэриал и Орло, кто пытается убедить её в том, что она должна участвовать в кровопролитии как императрица. Пока Екатерина и Супружеская ссора спорят о том, убивать Питера или нет, он просыпается, чудесным образом исцеленный. |            |                                                                    |              |                                                                      |               |
| 6 | 6          | «Парашют» «Parachute»                                              | Бен Чесселл  | Тони Макнамара                                                       | 15 мая 2020   |
| Пётр чувствует вдохновение стать лучше после своего столкновения со смертью. Елизавета поощряет Петра зачать наследника, побуждая его искать Екатерину. Они становятся более близкими, что создаёт напряжение в её отношениях с Лео. Екатерина использует вновь обретённый интерес Петра к ней, чтобы побудить его привнести в Россию искусство и науку. Влад учит Петра парашютам. Арчи препятствует стремлению Императора к искусствам и наукам и угрожает Кэтрин, которая мстит ему. Орло заблудился в лесу и столкнулся с солдатами. Арчи помещает ворону в комнату Петра, чтобы напугать его, разозлив Императора. Екатерина просит Петра восстановить Мэриал в качестве придворной дамы. Пётр отказывается, раскрывая причину её понижения в должности: её отец совершил некрофилию с трупом матери Петра. Екатерина меняет свои планы на лучшую Россию. Пётр использует парашют на собаке Марии. Екатерина празднует эту демонстрацию науки с надеждой на будущее. |            |                                                                    |              |                                                                      |               |
| 7 | 7          | «К чёрту надежду» «A Pox on Hope»                                  | Колин Бакси  | Тони Макнамара и Гретель Велла                                       | 15 мая 2020   |
| Благодаря Екатерине российский двор увлечённо потребляет произведения искусства, ранее запрещённые. Екатерина становится оптимистичной, полагая, что она может изменить Россию, воздействуя на Петра вместо того, чтобы убивать его, и дарит ему печатный станок. Арчи против, но Пётр находит способность прессы печатать забавные карикатуры и позволяет ей остаться. Чтобы отблагодарить Екатерину, он делает ей куннилингус, и она достигает оргазма, что беспокоит её, поскольку она чувствует, что была неверна Лео. Когда Пётр обсуждает это событие с Лео, он расстраивается из-за того, что Императрица проводит больше времени со своим мужем и становится ближе к нему. Он напивается и распространяет карикатуры, изображающие Екатерину, занимающуюся сексом с лошадью. Джорджина чувствует, что теряет расположение Петра. Мэриал целует Влада и собирается заняться с ним сексом, когда обнаруживает у него на спине следы оспы. Она и Екатерина пытаются помочь ему, но доктор Чехов равнодушен и планирует сжечь Влада вместе с несколькими другими крепостными, пострадавшими от вспышки. Екатерина настаивает на прививке, но двор и Пётр против её идеи. Император приходит в ярость, когда она делает себе прививку перед всем двором, чтобы убедить их в её эффективности. Он запрещает эту практику и запирает её до тех пор, пока не убедится, что она не заразилась. Екатерина выходит из своих покоев и издали видит, как сжигают крепостных, включая Влада. |            |                                                                    |              |                                                                      |               |
| 8 | 8          | «Фрикадельки на даче» «Meatballs at the Dacha»                     | Колин Бакси  | Телесценарий : Тони Макнамара Сюжет : Амелия Роупер и Тони Макнамара | 15 мая 2020   |
| Екатерина и Пётр едут на встречу с королем и королевой Швеции для мирных переговоров. Пётр пытается загладить вину перед Екатериной, подарив ей большой бриллиант, но она продолжает сердиться на него за то, что он сжёг зараженных оспой крепостных, включая Влада. По пути в Швецию Кэтрин снова пытается заставить Велементова присоединиться к перевороту, но он заинтересован только в том, чтобы соблазнить её. Пётр и Екатерина разделяют момент близости перед началом мирных переговоров. Пётр поначалу хорошо ладит со шведским королем Гуго, находя в нём родственную душу, но приходит в ярость, когда Гуго требует возвращения Санкт-Петербурга. Мирные переговоры проваливаются, и обе стороны угрожают эскалацией войны, пока не вмешивается Екатерина, утверждая, что слышала, как император разговаривал во сне, и предлагает компромисс, с которым все согласны. Обеспокоенный дистанцией, которую он чувствует между собой и Екатериной, Лео готовится вернуться домой, но его останавливает Мэриал, которая раскрывает ему планы переворота Екатерины. Екатерина и Пётр возвращаются в Москву и празднуют свою победу. Пётр благодарит Императрицу за помощь, показывая, что знает, что он не разговаривает во сне. Екатерина и Лео воссоединяются, и он с энтузиазмом присоединяется к перевороту. |            |                                                                    |              |                                                                      |               |
| 9 | 9          | «Любовь ранит» «Love Hurts»                                        | Гита Патель  | Тони Макнамара                                                       | 15 мая 2020   |
| Орло, Мэриал, Велементов и Лео намеревались привлечь на сторону Екатерины больше аристократов и добиться неоднозначных результатов. Велементов и Лев вынуждены убить графа Горького после того, как он отказывается присоединиться к перевороту. Подозрения Елизаветы вызваны тем, что Горький был лучшим другом Петра Великого, о чём заговорщики не знали. Пётр убеждается, что его жизни угрожает опасность, и окружает Екатерину и себя охраной, куда бы они ни пошли, поскольку весь двор, кроме Елизаветы, Джорджины и Григора, подвергается пыткам. Екатерина, полная решимости показать двору, что она не в сговоре с Петром, сама подвергается пыткам. Ей и другим заговорщикам удаётся сохранить переворот в секрете. Григор противостоит Питеру и, наконец, говорит ему, что ему неудобно из-за его романа с Джорджиной. Питер соглашается разорвать отношения и признаётся, что влюбился в Императрицу. Ростов, который был вынужден сбрить бороду и в результате потерял любовь своей жены, возвращается только для того, чтобы столкнуться с насмешками со стороны Петра и Григора. После свидания с Мэриал, которая, как всегда, отчаянно хочет снова стать дворянинкой, Ростова убеждают ворваться в комнату, где Пётр прячется с Екатериной, и попытаться убить его. Питеру, Григору и Джорджине удается отбиться от Ростова и убить его. На обеде с русским двором, который всё восстанавливается после дня пыток, Екатерина произносит страстную речь, которая объединяет их в преданности ей. После этого Пётр говорит Кэтрин, что любит её. Она возвращается в свои апартаменты и обнаруживает доказательства того, что она беременна. |            |                                                                    |              |                                                                      |               |
| 10 | 10         | «Бобровый нос» «The Beaver’s Nose»                                 | Гита Патель  | Тони Макнамара                                                       | 15 мая 2020   |
| Первоначально в шоке от открытия, что она беременна от Петра, Екатерина просыпается в свой 21-й день рождения, полная решимости совершить государственный переворот сегодня. Пётр готовит специальный торт и другие подарки для своей жены, затем планирует убить Лео, полагая, что это приведёт к тому, что её привязанность перейдёт к нему. Екатерина посылает Велементова собрать военачальников, чтобы поддержать её, и посылает Орло убить Арчи, обещая Мэриал, что Арчи не пострадает. Лео отправляется на охоту с Григором и Петром, и они пытаются убить его, но безуспешно. Екатерина готовится убить своего мужа во время обеда в честь дня рождения с Питером, но её останавливают, когда он раскрывает её дар: философа Вольтера, которого Екатерина боготворит. Она обнаруживает, что не может убить Петра на глазах у Вольтера, но как только он уходит, находит в себе мужество. Пётр утверждает, что Лео бросил её, но Императрица мгновенно понимает, что её возлюбленный либо мёртв, либо в опасности, и нападает на Питера, который легко отбивается от неё, полагая, что её нападение было вызвано страстью к нему, и запирает её в комнате. Орло не удается убить Арчи и он ранен. Мариал, расстроенная тем, что Кэтрин не убила Питера, убеждается, что переворот провалится, и обнаруживает, что Орло нападает на Арчи. Разъярённая тем, что её предали, Арчи убеждает её рассказать Петру о предательстве Екатерины. В обмен на то, чтобы снова стать леди, Мэриал показывает Петру планы Императрицы по его свержению и сообщает, что она беременна. Убитый горем, Пётр противостоит Екатерины, которая почти убеждает его отречься от престола. Вместо этого он показывает ей, что Лео - его пленник, и угрожает убить его, если она не отменит переворот. Екатерина отправляется к Велементову, чтобы остановить восстание, полная решимости спасти Льва, но он показывает ей, что она наполнила Россию надеждой на новое будущее, и это важнее. Он указывает, что если она не продолжит сейчас, их попытка никогда не увенчается успехом. Императрица идёт к Лео и объясняет, что произошло. Он выражает сожаление, но понимает её выбор. Екатерина целует его на прощание, затем подаёт сигнал Велементову, который стреляет из пистолета, чтобы возобновить переворот. |            |                                                                    |              |                                                                      |               |

### Сезон 2 (2021)
| № общий | № в сезоне | Название                                | Режиссёр      | Автор сценария                 | Дата премьеры  |
| --- | ---------- | --------------------------------------- | ------------- | ------------------------------ | -------------- |
| 11 | 1          | «Ставлю на себя» «Heads It's Me»        | Колин Бакси   | Тони Макнамара                 | 19 ноября 2021 |
| Прошло четыре месяца с тех пор, как начался переворот. Лео пропал, хотя Екатерина по-прежнему надеется, что он жив. Во дворце произошло противостояние с войсками Екатерины в одном крыле и силами Петра в другом. Императрица пытается выкурить Питера с помощью коктейлей Молотова, но Пётр, Григор и Джорджина убегают на его загородную виллу. Император посылает за своим шеф-поваром Жан-Луи, чтобы тот следовал за ним, а войска Екатерины следуют за ним и окружают виллу. Возникает тупиковая ситуация, которая выходит из строя, когда Екатерина приказывает Жан-Луи приготовить пир и распространяет запах через реку, чтобы помучить голодающего Петра. Пётр сдаётся и соглашается передать власть Екатерине, прося только, чтобы его поместили под домашний арест и каждый день обедали с Екатериной и их нерождённым ребенком. После того, как его отречение подписано, он небрежно дарит Екатерине сумку с отрубленной головой Лео. Позже Пётр рассказывает Григору и Джорджине, что у него есть план по возвращению страны. |            |                                         |               |                                |                |
| 12 | 2          | «Осёл» «Dickhead»                       | Колин Бакси   | Тони Макнамара                 | 19 ноября 2021 |
| Екатерина приводит Петра, Григора и Джорджину обратно во дворец. Она примиряется с Мэриал, возвращая ей статус дворянки, и заключает сделку с Арчи, который дал указания настроить религиозных русских против неё, если его убьют. Она также открывает свою долгожданную школу для девочек, хотя и встречает сопротивление со стороны леди Свенски и придворных дам. Перед своей коронацией Екатерина начинает встречаться со знатью своей империи, но многие из них не уважают её и преподносят ей пренебрежительные подарки, ссылаясь на слух о том, что у неё был секс с лошадью. Один особенно грубый дворянин, Тарзинский, угрожает Екатерине насилием, но его пугает присутствие Арчи. Единственный посетитель, который положительно взаимодействует с Императрицей, - это отец Бэзил, сельский священник, который говорит, что он двоюродный брат Лео, и отдаёт ей письма Лео. Екатерина коронована и начинает своё правление. Её первый указ провозглашает свободу вероисповедания в России, вызывая гнев Арчи, и Екатерина решает нанять отца Бэзила в качестве замены Арчи. Тем временем Пётр объявляет, что планирует дождаться, пока Кэтрин потерпит неудачу, и заставить её влюбиться в него. Грегор и Аркадий замышляют "помочь" Кэтрин потерпеть неудачу, расстроив её планы. По совету тёти Елизаветы Пётр спрашивает Екатерину, что бы она изменила в нём, и соглашается обуздать его склонность к насилию. Это продолжается до тех пор, пока Питер не приходит в ярость на Тарзинского за то, что тот назвал его «придурком», и не закалывает его до смерти во дворе дворца. |            |                                         |               |                                |                |
| 13 | 3          | «Наконец-то мы одни» «Alone at Last»    | Зетна Фуэнтес | Тами Сэгер                     | 19 ноября 2021 |
| Екатерина просыпается от кошмара о Лео, которого она отказывается позволить себе оплакивать. Она наказывает Петра за убийство Тарзинского, запирая его в его комнатах, несмотря на его протесты отправиться на охоту за трюфелями, занятие, которое, как он помнит, связывало его с отцом в детстве. Отчаявшись покинуть Россию, Джорджина убеждает Екатерину сослать её и Григора во Францию, к большому разочарованию Петра. Пытаясь избежать снов о Льве, Екатерина принимает наркотики, чтобы не заснуть, и в маниакальном состоянии назначает отца Василия архиепископом России. Под давлением своего запугивающего дяди Вани Орло пользуется опьянением Екатериной, чтобы убедить её построить дорогу в его бедном родном штате. Пётр, запертый в комнате с телом своей умершей матери, всё больше злится на то, как она с ним обращалась, и в конце концов разбивает её стеклянный гроб и случайно уничтожает её труп. После стычки с Екатериной, когда он разозлил её, случайно упомянув о смерти Лео, Пётр убегает в лес, чтобы поохотиться на трюфели. Его ловит Велеменов, который напоминает Петру, что он, а не отец Петра, брал его с собой на охоту за трюфелями в детстве. Император начинает смиряться с пренебрежением и жестоким обращением со стороны своих родителей. Екатерина берёт собаку Петра в лес и случайно натыкается на поляну, где она попрощалась с Лео, и заливается слезами. Утешённая Мэриал и Елизаветой, она позволяет себе признать, что не смогла бы спасти его. Григор, чувствуя, что Пётр нуждается в нём, останавливает карету по дороге в Париж и возвращается во дворец без Джорджины. |            |                                         |               |                                |                |
| 14 | 4          | «Обед дьявола» «The Devil's shit»       | Зетна Фуэнтес | Тони Макнамара                 | 19 ноября 2021 |
| Екатерина становится всё более сексуально неудовлетворённой по мере того, как продолжается её беременность. Пётр получает неохотное разрешение Императрицы устроить Детский душ для их будущего сына Павла в обмен на прекращение его попыток с Грегором напомнить двору, каким весёлым было его правление. Велементов настаивает на том, что Россия должна вступить в войну с Османской империей, но Екатерина не хочет начинать войну. Сундак, посол Османской империи и старый друг Петра, приезжает на встречу с Екатериной, которая имеет смутное представление о женоненавистнической культуре османской империи. Она бросает ему вызов на их первой встрече, обставляя комнату так, чтобы подразумевать, что у неё есть женский совет из близких советников, но он невозмутим от подразумеваемого оскорбления. Велементов заводит роман с леди Свенской, которая тайно шпионит в пользу Петра, и проговаривается, что война с османами возможна. Екатерина и Пётр пытаются привлечь Сундака на свою сторону, что осложняется ревностью Петра к интересу Екатерины к красавцу Сундаку. Тем временем Арчи безуспешно пытается втереться в доверие к Екатерине по совету Мэриал, и Мэриал заводит роман с подавленным Григором. Пётр пытается подорвать отношения Екатерины и Сендака, устроив шумный Детский душ, но Императрица перехитрила его, взяв на себя руководство вечеринкой и отправив Сундака на охоту на следующий день. Сундак уезжает после достижения мирного соглашения, но Аркадий и Татьяна, полагая, что это продвинет дело Петра, перехватывают карету Сундака и убивают его. После неудачной попытки заняться сексом с охранником Елизаветы манипулирует Екатериной, заставляя её воспользоваться навыками Петра в куннилингусе. |            |                                         |               |                                |                |
| 15 | 5          | «Животные инстинкты» «Animal Instincts» | Мэттью Мур    | Тони Макнамара                 | 19 ноября 2021 |
| Екатерина немедленно сожалеет о своей сексуальной связи с Петром, но он в восторге от того, что она проявляет признаки ответной привязанности, к радости Елизаветы и разочарованию Григора. Елизавета советует ему сделать себя загадкой для Екатерины, и он успешно интригует её, играя в недотрогу. Двор встревожен, когда крокодил таинственным образом начинает бродить по дворцу и нападает на Елизавету, ранив ей ногу и съев её любимую мышь. Екатерина отвергает суеверных дворян, которые считают гигантскую ящерицу демоном или сверхъестественным предзнаменованием, но расстраивается, когда отец Бэзил говорит суду, что это существо действительно может быть знамением от Бога. Арчи объявляет, что как Патриарх, только он может раскрыть значение "знамения", и Екатерина понимает, что он сам посадил это существо. Он шантажирует её, угрожая объявить, что ящерица - это знак того, что Бог осуждает её правление, если она не согласится отменить свободу вероисповедания, отстранить отца Бэзила от власти и "встретиться с Богом". Екатерина просит Петра, отличного охотника, обыскать Дворец в поисках ящерицы вместе с ней, но он игнорирует возможность убить зверя, чтобы провести с ней больше времени. Императрица соглашается на требование Арчи, и он берет её на "встречу с Богом" с помощью психоделических грибов. Хотя эти двое видят разные перспективы, они признают свою общую надежду на лучшую Россию и находят точки соприкосновения. Тем временем Мэриал встречает пожилую крепостную Шейки, с которой она делила комнаты в бытность служанкой. Узнав, что Шейки объявлена слишком старой, чтобы работать, Мэриал неохотно жалеет старуху и берет её в качестве горничной. Екатерине удаётся поймать крокодила, используя мышей с опиумом, но когда она представляет пойманное животное ко двору, дворяне впадают в панику, когда оно начинает просыпаться, и закалывают его до смерти. В тот вечер она соглашается потанцевать с Петром, разделяя с ним романтический момент, который она резко прекращает, чувствуя себя неловко из-за своего растущего интереса к нему. |            |                                         |               |                                |                |
| 16 | 6          | «Всего лишь шутка» «A Simple Jape»      | Мэттью Мур    | Тони Макнамара и Гретель Велла | 19 ноября 2021 |
| В разгар свидания Пётр и Екатерина ссорятся, когда он обвиняет её в том, что она использует его для секса, а она отказывается признать, что любит его. Они сердито отменяют свою нынешнюю договоренность. Столкнувшись с ученицами школы для девочек, которые считают, что она недостаточно быстро меняет систему, Екатерина решает освободить всех крепостных. Орло призывает к терпению, но нетерпеливая Екатерина решает сыграть "шутку" на корте, чтобы доказать свою точку зрения. Она переодевает Шейки как представительницу аристократии на вечеринке и представляет ее как "леди Анастасию". Леди Свенска одурачена и очарована старухой, но приходит в ужас, когда Екатерина объявляет истинную личность Шейки. Тем временем отец Бэзил прощается с Арчи, в страстной речи осуждая его политические игры. Арчи внезапно целует Бэзила, что приводит его в замешательство и смущение. Григор, понимая, что выходка Екатерины имеет более серьезные последствия, заставляет Орло передать ему планы Екатерины по освобождению крепостных под дулом пистолета и использует их, чтобы настроить дворян против Екатерины. Это побуждает Екатерину провозгласить немедленную свободу для крепостных, и Пётр пользуется ситуацией, чтобы убедить дворян потребовать отречения Екатерины. Он планирует сбежать из своих комнат с помощью двойника Пугачёва и взять Екатерину в заложники. Дворцовые слуги восстают против дворян, и в возникшем хаосе Мариал обнаруживает, что леди Свенска убила Шейки за её участие в шутке. Советники Императрицы призывают её положить конец насилию, но она не может заставить себя стрелять в своих людей и приказывает им выйти из комнаты. Пётр врывается в кабинет Екатерины с пистолетом, но когда он находит её плачущей в одиночестве из-за своей неудачи, он утешает её и охотно возвращается в свой плен. Екатерина неохотно приказывает Велемнтову подавить восстание. После того, как насилие закончилось, Мэриал стреляет Свенске в голову, убивая последнюю в отместку за Шейки.                                                                                  |            |                                         |               |                                |                |
| 17 | 7          | «Степлер» «Stapler»                     | Элли Пэнкив   | Тони Макнамара                 | 19 ноября 2021 |
| Екатерина устраивает научный конкурс новых изобретений. Мэриал надеется, что это избавит её от негативного экзистенциального настроения. Пётр решает, что не хочет быть императором и планирует поддержать Екатерину, приводя в ярость и сбивая с толку Григора. Пётр предлагает помочь Екатерине с научным конкурсом, пытаясь создать изобретение для участия. Пётр и его последователи по пути похищают ученого и крадут его изобретение - холодильник. Екатерина разочаровалась в своих сторонниках и команде, когда они покинули её сторону во время восстания крепостных. Арчи борется из-за своего недавнего поцелуя с Бэзилом и признается в этих чувствах Мэриал. Григор замышляет заставить Екатерину отречься от престола в пользу Петра. Мать Екатерины, Иоанна, приезжает в гости. Несмотря на взволнованность, Екатерина чувствует себя униженной новостями об успешных браках её братьев и сестер и сталкивается с неодобрением со стороны матери за её переворот и сохранение жизни Петра. Иоанна не одобряет и осуждает приближенных за попытку воспользоваться наивным оптимизмом Екатерины. Орлов крадет деньги из казны, чтобы прокормить свою семью в их родном регионе. Елизавета предупреждает Петра, что он должен получить одобрение Иоанны, но он отвергает ее опасения. Екатерина сразу же узнает, что Петр похитил ученого из Норвегии, но соглашается с планом выиграть научный конкурс. Иоанна очарована и напугана Петром, когда они встречаются, но затем слегка соблазняет его и сообщает Екатерине, что знает, что холодильная камера отсутствует. Крепостная обращается к Екатерине с новой идеей изобретения для научного конкурса - американские горки, что Иоанна не одобряет. |            |                                         |               |                                |                |
| 18 | 8          | «Пять дней» «Five Days»                 | Элли Пэнкив   | Тони Макнамара                 | 19 ноября 2021 |
| У Иоанны случается аллергическая реакция на арахис, привезенный из Америки, из-за чего Екатерина чувствует огромную вину. Иоанна дает Екатерине список людей, которых, по ее мнению, следует убить, чтобы Екатерина преуспела, включая Елизавету и Мэриал. Позже Иоанна пытается соблазнить Петра, утверждая, что это не измена, поскольку они семья и просто будут делать друг друга счастливыми. Елизавета снова предупреждает Петра, чтобы он не занимался сексом с Иоанной. После медицинского осмотра Елизавета объявляет, что ребенок Екатерины родится через 7 дней. Двор начинает приготовления с ритуалами для Петра и Екатерины. Из-за этого Екатерина пытается управлять страной, находясь на вынужденном постельном режиме. Петра уводят в лес, чтобы торжественно вырыть могилы для его жены и ребенка, если они умрут при родах. Екатерина вдохновлена слышанием от благородных дам об изменении законов в отношении женщин, когда Османская империя сообщает, что они открыты для дипломатических переговоров, что оказывается попыткой убийства. Иоанна снова пытается соблазнить Петра, и ее длинная игра раскрывается: она хочет, чтобы Петр снова пришел к власти, чтобы восстановить ее план выдачи еще одной дочери замуж за французского монарха, в то время как Екатерина просто останется королевой-консортом и воспитает ребенка как наследницу России. Екатерина разочаровалась в своей матери. Иоанна наконец соблазняет Петра, когда он поддается ее ухаживаниям; во время их полового акта Иоанна выпадает из окна и умирает. Елизавета, Петр и Мэриал прячут тело и делают вид, что Иоанна уехала внезапно. Петр и Екатерина примиряются, и у неё начинаются схватки. |            |                                         |               |                                |                |
| 19 | 9          | «Сезон орехов» «Walnut Season»          | Колин Бакси   | Тони Макнамара и Гретель Велла | 19 ноября 2021 |
| 20 | 10         | «Свадьба» «Wedding»                     | Колин Бакси   | Тони Макнамара и Фиона Серес   | 19 ноября 2021 |

### Сезон 3 (2023)
| № общий | № в сезоне | Название                                    | Режиссёр       | Автор сценария               | Дата премьеры |
| ------- | ---------- | ------------------------------------------- | -------------- | ---------------------------- | ------------- |
| 21      | 1          | «Медведь или пуля» «The Bullet or the Bear» | Мэттью Мур     | Тони Макнамара               | 12 мая 2023   |
| 22      | 2          | «Выбор оружия» «Choose Your Weapon»         | Мэттью Мур     | Тони Макнамара               | 12 мая 2023   |
| 23      | 3          | «Вы — люди» «You The People»                | Шери Фолксон   | Тони Макнамара               | 12 мая 2023   |
| 24      | 4          | «Олень» «Stag»                              | Шери Фолксон   | Тони Макнамара и Фиона Серес | 12 мая 2023   |
| 25      | 5          | «Швеция» «Sweden»                           | Джаффар Махмуд | Тони Макнамара и Ава Пикетт  | 12 мая 2023   |
| 26      | 6          | «Лёд» «Ice»                                 | Джаффар Махмуд | Тони Макнамара               | 12 мая 2023   |
| 27      | 7          | «Потеха» «Fun»                              | Мэттью Мур     | Тони Макнамара               | 12 мая 2023   |
| 28      | 8          | «Пётр и волк» «Peter and the Wolf»          | Мэттью Мур     | Тони Макнамара и Ава Пикетт  | 12 мая 2023   |
| 29      | 9          | «Судьба» «Destiny»                          | Триша Брок     | Тони Макнамара и Фиона Серес | 12 мая 2023   |
| 30      | 10         | «Однажды» «Once Upon a Time»                | Триша Брок     | Тони Макнамара               | 12 мая 2023   |

## Критика
На сайте Rotten Tomatoes сериал имеет рейтинг 80 %, основанный на 20 обзорах критиков, со средней оценкой 6,99 баллов из 10. Агрегатор рецензий Metacritic дал сериалу 76 баллов из 100, основываясь на 21 обзоре критиков, что указывает на «в целом благоприятные отзывы».
Роберт Ллойд в «Los Angeles Times» отметил, что «Макнамара выписал несколько имён, взаимоотношений и парочку исторических моментов, порвал бумагу и принялся писать. Поэтому и зрителю не следует придавать значение тому, что показывают на экране, так как он не узнает ничего полезного или даже правдивого о России или каких-либо реальных людях, представленных там».